# 準公式試合
準公式試合（じゅんこうしきじあい）は、日本ボクシングコミッション（JBC）が導入したボクシングの試合形式である。準公式戦とも呼ばれる。
いわゆる「公式試合」と「エキシビション」の中間に当たるものとしてJBCボクサーライセンスを持たない日本プロボクシング協会（JPBA）加盟ジムの練習生を主な対象とし、戦績によってライセンス取得の際の参考にされることもある。過去に「プロトライアルマッチ」「1stBOX」などこの形式の試合が行われていた。

## 主な準公式試合

### プロトライアルマッチ
日本の女子プロボクシングは2008年（平成20年）より本格的に開始されたものの、選手層が薄く日本ランキングが組めない状況が続いていた。
そんな状況を打破するべく、JBCはプロライセンスを持たないジム練習生に試合の機会を作り、プロに近づけられるよう「プロトライアルマッチ」の名で考案された。2010年（平成22年）9月24日の後楽園ホール大会（フュチュール・竹原&畑山共催のOPBF女子ダブルタイトルマッチ）で試験的に導入された。練習生の他、C級ライセンスを給付されているものの戦績が振るわなかったり公式戦の機会に恵まれず試合枯れとなっている選手も対象になる。試験採用期間中は「G Legend」など女子限定興行やボクシングの日イベントでマッチメイクされていた。
2011年（平成23年）9月5日、東日本ボクシング協会において同月より正式採用されることが発表された。対象はJPBA加盟ジムの女子練習生で、年齢制限はなく、条件付きで他格闘技のプロ選手にも門戸を開く。9月22日に後楽園ホールで行われるトリプル世界戦の興行内で、黒田陽子（花形） vs 貴田伴美（井岡）が初の正式なプロトライアルマッチとなった。以降は各ジムの主催興行内で適宜組まれていた。
同年には角田紀子（白井・具志堅）にプロトライアルマッチ出場者として初めてボクサーライセンスが給付された。角田は既にボクサー定年の37歳を経過しているため、プロトライアルマッチ出場者のライセンス取得についても年齢制限は特に定めてないと見られる。
2012年には日本人初の女子世界王者であるシュガーみゆき（スターロード）も出場した。
他格闘技との並行や委員会預かり扱いなど出場条件の緩和が検討されていた。
ヘッドギア着用。グローブは大き目のものを使用。試合は2分3ラウンド。それ以外のルールはJBC公式戦とほぼ同様。
勝ちまたは引き分けでポイントが付き、20ポイント以上でプロライセンスを得られる。しかし、2012年2月現在、ポイント基準は公表されていない。

### 1stBOX
2016年、JPBA主催の男女準公式試合として「1stBOX（ファースト・ボックス）」を新設することを発表した。『「観る」から「始める」ボクシング』をテーマとし、同年12月31日の大田区総合体育館大会を皮切りに各ジム主催興行にてプレ大会を実施した後、2017年5月14日に大森ゴールドジムにて第1回大会を開催。
中学校卒業以上の男女で年齢制限はなく、所属ジムより許可が下りている者を対象に1stBOXライセンスを取得させることで出場可とする。C級ライセンス取得済みでデビュー前の選手や引退済みの元選手もエントリー可。
軽量級・軽中量級・中量級・重量級の4階級制。
試合時は各ランクに応じたものとする。
- A・Bランク：2分2R
- Cランク：1分30秒2R
- Dランク：1分2R

2019年11月24日に八王子中屋ボクシングジムで第11回大会が行われたが、2020年以降はコロナ禍により行われていない。

### ジュニアチャンピオンズリーグ
プロボクサーを目指す若年層を対象にしたジュニアチャンピオンズリーグの各大会についてはJBC準公式試合として行われている。

### トランス男子ルール
いわゆるトランスジェンダー男子のボクサーのうち、JBCが定める特別検査をパスした者に対して特別ライセンスを与え、準公式試合への出場を認める。
2023年12月10日にエディオンアリーナ大阪で、ルール制定のきっかけとなった元WBC女子世界フライ級王者真道ゴーがルール下では初となる準公式試合を戦った。

## 準公式試合を経験した主なプロボクサー
プロトライアルマッチ
- つのだのりこ（角田紀子）

1stBOX
- 佐々木尽
- 谷口彪賀
- 山家七恵